# Tai
Tai là giác quan phát hiện âm thanh. Tai là đặc điểm sinh học chung của các động vật có xương sống từ cá đến con người, với các biến đổi về cấu trúc tùy theo bộ và loài. Tai không chỉ hoạt động như là một cơ quan tiếp nhận âm thanh, mà còn đóng một vai trò chủ đạo trong cảm giác về thăng bằng và tư thế cơ thể. Tai là một phần của cơ quan thính giác.
Từ "tai" có thể được dùng để chỉ toàn bộ cơ quan hoặc để chỉ riêng phần có thể nhìn thấy được từ bên ngoài. Ở hầu hết các động vật, phần tai ngoài là một mô hình cánh quạt được gọi là loa tai.
Loa tai có thể là tất cả những gì về cơ quan tai nhìn thấy được từ bên ngoài, nhưng nó chỉ phục vụ bước đầu tiên trong nhiều bước của quá trình nghe, và không đóng góp gì cho cảm giác thăng bằng. Các động vật có xương sống có một đôi tai, đặt đối xứng ở hai bên đầu. Vị trí này hỗ trợ khả năng xác định nguồn âm thanh.